# Ctenioschelus
Ctenioschelus Romand, 1840 — род пчёл, из трибы Ericrocidini семейства Apidae. Собирательные волоски образуют так называемую корзинку. 

## Распространение
Неотропика: от Мексики до Уругвая.

## Классификация
Известно около 2 видов.
- Ctenioschelus chalcodes Thiele, 2005[4]
- Ctenioschelus goryi (Romand, 1840) typus